# HD25267
HD25267 також відома як Тау9 Ерідана — хімічно пекулярна зоря спектрального класу A0, що має видиму зоряну величину в смузі V приблизно  4,6.
Вона  розташована на відстані близько 331,1 світлових років від Сонця.

## Фізичні характеристики
Зоря HD25267 обертається 
порівняно повільно 
навколо своєї осі. Проєкція її екваторіальної швидкості на промінь зору становить  Vsin(i)= 28км/сек.
Телескоп Гіппаркос зареєстрував фотометричну змінність  даної зорі з періодом    1,21 доби в межах від  Hmin= 4,61 до  Hmax= 4,57.

## Пекулярний хімічний вміст
Зоряна атмосфера HD25267 має підвищений вміст 
Si
.

## Магнітне поле
Спектр даної зорі вказує на наявність магнітного поля у її зоряній атмосфері.
Напруженість повздовжної компоненти поля оціненої з аналізу
крил ліній Бальмера
становить  240,6±  91,0 Гаус.